# Lancerto
Lancerto – to polska marka odzieżowa stworzona w 2008 roku. Należy do grupy modowej G8, która w 2022 roku przejęła także Próchnika. Lancerto specjalizuje się w eleganckiej odzieży formalnej i smart casual, takiej jak garnitury, marynarki, koszule oraz dodatki. Główną część oferty stanowi odzież męska. W 2022 roku Lancerto regularnie wprowadza także limitowane kolekcje damskie. Siedziba firmy znajduje się w Łańcucie, na południu Polski.

## Historia
Lancerto zostało założone przez Tomasza Ciąpała, który wcześniej restrukturyzował i zarządzał rodzinną firmę szyjącą garnitury kontraktowo dla luksusowych międzynarodowych marek odzieżowych, oraz Mariusza Jończy i Tomasza Górkiewicza, którzy prowadzili sklepy z garniturami. W 2007 roku Tomasz Ciąpała opracował strategię i zaproponował rebranding działających salonów Jończego i Górkiewicza, zmieniając szyld na Lancerto.  
Sieć sprzedaży marki była stopniowo rozwijana w całej Polsce. Obecnie dysponuje 50 salonami własnymi zlokalizowanymi w 32 największych polskich miastach. Sklepy stacjonarne odwiedza rocznie ponad 1,5 mln klientów. 
Ubrania, obuwie i akcesoria dostępne są także na internetowych platformach sprzedażowych, takich jak Zalando, Modivo i Allegro. W latach 2020-2023 sprzedaż Lancerto w kanale e-commerce, wzrosła o 500 proc., a w 2022 roku Zalando przyznała marce nagrodę Priceless Partner Award, za największy wzrost wolumenu sprzedaży w porównaniu z rokiem wcześniejszym. Osiągnięty przez Lancerto wynik to 900 proc. wzrostu like-for-like rok do roku. 
Pod względem skali sprzedaży Lancerto to druga po VRG największa polska firmą w branży odzieży formalnej. Według badającej rynek detaliczny firmy Inquiry pozycjonuje się w segmencie mody premium.

## Polityka ESG i ekologia
W ramach działalność ESG Lancerto zrezygnowało całkowicie z białych pudełek do wysyłek e-commerce, zastępując je wyłącznie pudełkami wytwarzanych z brązowego papieru z celulozy pochodzącej z recyklingu. Nadruki także są ekologiczne – wykonane na bazie wody i kleju ze skrobi roślinnej. Opakowania są w 100% z makulatury i tektury, która posiada certyfikat Forest Stewardship Council (FSC) międzynarodowej organizacji, wspierającej zrównoważoną gospodarkę leśną. 
Transport do wszystkich salonów sprzedaży Lancerto odbywa się wyłącznie w specjalnie wzmacnianych kartonach wielorazowego użytku. Żywotność każdego z nich, pozwala na kilkunastokrotne użycie. 
W 2022 roku Lancerto zrezygnowało z drukowania papierowych formularzy zwrotów, zastępując je wersją elektroniczną. 
W 2023 roku w Łańcucie otwarty został samowystarczalny energetycznie magazyn logistyczny z siłownią fotowoltaiczną na dachu o łącznej mocy 100 kW.

## Współpraca
Lancerto podejmuje współpracę z influencerami oraz znanymi markami. Od 2017 roku przez ponad pięć lat marka oferowała kolekcje specjalne o limitowanym charakterze, których autorem był influencer i bloger Michał Kędziora, znany jako Mr.Vintage. Podczas trwania projektu powstało kilkaset autorskich ubrań, głównie marynarek, koszul, kamizelek i spodni.
W 2021 roku ambasadorem marki został Krzysztof Ignaczak, rok później komentator sportowy Bożydar Iwanow oraz Robert Motyka wraz z Kabaretem Paranienormalni, a w 2023 roku Szymon Marciniak oraz Adam Małysz. 
Z okazji Mistrzostw Euro 2024 Lancerto rozpoczęło współpracę z PZPN oraz Michałem Probierzem. Marka jest odpowiedzialna za wizerunek trenera polskiej reprezentacji. Na tę okoliczność stworzono Kolekcję Selekcjonera Reprezentacji Polski, która powstała przy współpracy z Michałem Kędziorą. Poza garniturami Lancerto obejmuje kamizelki, buty oraz dodatki.
Podczas pierwszego meczu biało-czerwonych na Euro 2024, w którym Polska zmierzyła się z Holandią, Michał Probierz wystąpił w beżowym garniturze i kamizelce w kratę. Stylizacja przyciągnęła uwagę zarówno w Polsce, jak i za granicą. Lancerto oszacowało, że w ciągu trzech dni od wydarzenia informacja na ten temat dotarła do 18 mln użytkowników. W czasie samego meczu na stronie internetowej marki odnotowano dodatkowe 100 tys. wejść gości z zagranicy. Sprawę komentowały też europejskie media: brytyjski The Guardian napisał, że „trener Polski wprowadza nową jakość na ławkę trenerską, łącząc elegancję z pewnością siebie”. Uwagę zwrócił na to również niemiecki Bild, pisząc, że „jego styl jest równie imponujący jak taktyczne decyzje na boisku”. Francuski L'Équipe zauważył z kolei, że „polski trener to nie tylko strateg na boisku, ale także ikona stylu, która przyciąga spojrzenia na każdej konferencji prasowej”. Podobną opinię zamieściła włoska La Gazzetta dello Sport: „jego stylizacja mogłaby konkurować z najlepszymi projektantami mody”. Z kolei na profilu BBC Match of the Day na platformie X pojawiło się zdjęcie polskiego selekcjonera i komentarz nawiązujący do ubrań trenera angielskiej kadry „Gareth Southgate ustąp miejsca! W mieście jest nowy szef w kamizelce! Michał Probierz z Polski”.
W 2024 roku firma stała się partnerem PLL LOT. Pierwszym wspólnym przedsięwzięciem był projekt akcesoriów do mundurów załogi narodowego przewoźnika. 
Marka jest polskim partnerem League of Legends EMEA Championship (LEC) – zawodowej ligi e-sportowej zorganizowanej przez Riot Games, producenta i wydawcę League of Legends.  

## Kalendarium marki[21]
2008
●     Oficjalne założenie marki Lancerto w Łańcucie. 
2014
●     Lancerto zatrudnia ponad 200 osób.
2015
●     Marka zdobywa nagrodę główną Daymakerindex 2015 dla najlepiej obsługującej klientów marki w Polsce, po przebadaniu 820 sklepów w 158 sieciach handlowych. 
2016
●     Uruchomienie sklepu internetowego lancerto.com, oferującego pełną gamę produktów marki.
●     Lancerto otrzymuje prestiżowe wyróżnienie – Diament Forbesa. 
●     Rozpoczęcie współpracy z platformą Allegro. 
2017
●     Wprowadzenie na rynek wspólnej kolekcji z najpopularniejszym polskim blogerem modowym, Mr. Vintage.
●     Serwis lancerto.com zdobywa tytuł eCommerce Awards dla najlepiej zaprojektowanego sklepu internetowego w Polsce.
2019
●     Marka zostaje wyróżniona tytułem Superbrands, przyznawanym za wyjątkową rozpoznawalność i jakość.
2021
●     Rozpoczęcie współpracy z platformami sprzedażowymi, takimi jak Zalando, Modivo i Empik.
2022
●     Premiera pierwszej, limitowanej kolekcji damskiej pod marką Lancerto Women.
2024
●     Lancerto podejmuje współpracę z PZPN i Michałem Probierzem, a także z PLL LOT. 
●     LANCERTO wprowadza pierwszą w historii kolekcję damską z certyfikatami NFT, każde ubranie z tej kolekcji ma swój wirtualny odpowiednik.  

## Oferta
W ofercie Lancerto znajduje się przede wszystkim męska odzież formalna, w tym garnitury, smokingi, marynarki, koszule, spodnie, a także ubrania casualowe, takie jak jeansy, bluzy, spodnie dresowe, T-shirty czy swetry. Lancerto oferuje również odzież wierzchnią na każdą porę roku oraz obuwie. W ofercie sklepu znajdują się również akcesoria takie jak paski, krawaty, poszetki i torby. Marka kładzie duży nacisk na jakość wykonania oraz wygodę.  
Część kolekcji Lancerto obejmuje autorskie rozwiązania znane z odzieży technicznej lub outdoorowej, m.in. garnitury z tkanin z hydrofobową powłoką, w którą nie wnika woda lub materiały z efektem natural stretch. Jest to technika tkania, która pozwala na rozciąganie materiału i powracanie do pierwotnego kształtu. Zapewnia to większy komfort noszenia ubrania. W 2023 roku Lancerto jako pierwsza marka mody męskiej w Polsce wprowadziła roku spodnie garniturowe z elastycznym pasem. Specjalna konstrukcja z ukrytą w gurcie spodni gumą daje możliwość poszerzenia obwodu pasa o trzy rozmiary.
W 2022 roku Lancerto wprowadziło linię odzieży damskiej pod nazwą Lancerto Women.

## Nagrody
Marka zdobyła wiele prestiżowych nagród i wyróżnień m.in.: 
●     Retail Awards 2012, Odkrycie Roku w branży handlowej w kategorii specjalnej,
●     Złote Godło Najwyższa Jakość Quality International 2012 w kategorii QI Product – Produkt Najwyższej Jakości,
●     The Eurobuild Awards 2013, nominacja w kategorii „Koncept roku na rynku handlowym w Polsce”,
●     Nagrody Głównej Daymakerindex 2015 przyznawanej na podstawie badań tajemniczego klienta w 820 punktach sprzedaży i 158 sieciach handlowych,
●     Diamenty Forbesa w 2016 roku, przyznawany polskim przedsiębiorstwom, najszybciej zwiększającym swoją wartość, 
●     SCF Retailers 2016, Zwycięzca w kategorii Fashion, Shoes & Accessories (Moda, Obuwie, Akcesoria),
●     eCommerce Awards 2017 w kategorii „Design roku" oraz wyróżnienie w kategorii „Spójność marki w różnych kanałach sprzedaży" dla sklepu lancerto.com,
●     Superbrands 2019 i 2022,
●     Priceless Partner Award 2022 przyznawana przez Connected Retail by Zalando dla spółki odnotowującej najwyższy wzrost wolumenu sprzedaży rok do roku wśród polskich marek oferujących produkty na platformie Zalando (900 proc. wzrost r-d-r)
●     Ranking Opineo 2023 - Sklep internetowy Lancerto.com zdobył 3. miejsce w rankingu Opineo 2023
●     Global Content Awards 2023, jury konkursu Global Content Awards uhonorowało Lancerto & Harbingers w kategorii: Global Fashion Content Campaign Of The Year. Nagroda za najlepszą kampanię kontentową na świecie
●     Performance Marketing Diamonds EU 2024 - Lancerto wraz z partnerem Salestube otrzymało nominację w bloku tematycznym Performance&Affiliate Marketing za najbardziej efektywną kampanię paid search. Konkurs organizowany jest przez Izbę Gospodarki Elektronicznej.

## Nazwa marki
Nazwa Lancerto nawiązuje do tradycji krawieckiej Łańcuta. „Lanc” pochodzi od nazwy miasta, a „certo” z języka włoskiego oznacza „pewny” lub „realny”, co ma symbolizować zaufanie klientów do produktów marki.